# Maumelle
Maumelle é uma cidade localizada no estado americano do Arkansas, no Condado de Pulaski.

## Demografia
Segundo o censo americano de 2000, a sua população era de 10.557 habitantes.
Em 2006, foi estimada uma população de 14.901, um aumento de 4344 (41.1%).

## Geografia
De acordo com o United States Census Bureau tem uma área de 24,0 km², dos quais 22,8 km² cobertos por terra e 1,2 km² cobertos por água.

## Localidades na vizinhança
O diagrama seguinte representa as localidades num raio de 24 km ao redor de Maumelle.